# II Plano Nacional de Desenvolvimento
O II Plano Nacional de Desenvolvimento, também chamado II PND (1975 -1979), foi um plano econômico brasileiro, lançado no final de 1974. Foi instituído durante o governo Ernesto Geisel e tinha como finalidade estimular a produção de insumos básicos, bens de capital, alimentos e energia.
O II PND acabou sendo o mais relevante e conhecido, foi uma resposta à crise econômica decorrente do primeiro choque do petróleo, no fim do chamado "milagre econômico brasileiro", período de 6 anos consecutivos com taxas de crescimento superiores a 10% ao ano. Os ministros João Paulo dos Reis Velloso, Mário Henrique Simonsen e Severo Gomes foram os principais arquitetos do plano, extremamente ambicioso, que visava enfrentar os problemas advindos do choque do petróleo e da crise internacional decorrente. Foi o último grande plano econômico do ciclo desenvolvimentista e provavelmente, o mais amplo programa de intervenção estatal na economia do país.
O plano firmou-se politicamente graças ao capital financeiro nacional e às oligarquias tradicionais. Entretanto, apesar dos investimentos feitos, o II PND não obteve o êxito que pretendia e a dívida externa do Brasil aumentou consideravelmente no período de vigência do Plano.
O II PND se propôs a realizar um ajuste estrutural na economia brasileira. Enquanto os ajustes conjunturais se referem a medidas de regulação da economia ou de gestão da política econômica no curto prazo (através da utilização instrumentos tais como taxa de câmbio, taxa básica de juros, regras para exportação e importação, tributação, etc.), o ajuste estrutural tem como objetivo reorganizar as bases da economia.
À época da crise do petróleo, o Brasil era altamente dependente do petróleo, principal componente  da sua matriz energética. O consumo vinha crescendo a taxas altíssimas, sendo que cerca de 80% do petróleo consumido provinha de importações. Uma das diretrizes propostas pelo PND era a redução da dependência do petróleo árabe, através do investimento em pesquisa, prospecção, exploração e refinamento de petróleo dentro do Brasil, e o  investimento em fontes alternativas de energia, como o álcool e a energia nuclear. Em outra frente, o plano buscou dominar todo o ciclo produtivo industrial ao investir pesadamente na produção de insumos básicos e bens de capital.
O sucesso do II PND dependia de grande volume de recursos e de financiamento de longo prazo. Grande parte destes financiamentos foi conseguida com os petrodólares. Outra parte veio das linhas públicas de crédito, oferecidas pelo BNDES (antigo BNDE).
O plano conseguiu êxito parcial, uma vez que, pela primeira vez na história, o Brasil conseguiu dominar todo o ciclo produtivo industrial. Contudo essa industrialização ocorreu a um preço alto, que fez a dívida externa explodir, o que acabou resultando na moratória, no final de 1982.